# ظوهر منه
ظوهر منه (انگلیسی: Zohar Manna؛  – ۳۰ اوت ۲۰۱۸ ) دانشمند در زمینه علوم رایانه اهل ایالات متحده آمریکا بود.
وی همچنین برندهٔ جوایزی همچون کمک‌هزینه گوگنهایم شده‌است.